# Live at the Apollo (album Jamesa Browna)
Live At The Apollo uživo je album od američkog skladatelja, producenta i pjevača Jamesa Browna, snimljen u "Apollo Theateru", Harlem, a objavljen u svibnju 1963.g.
Live At The Apollo sniman je u noći 24. listopada 1962.g. u trošku Jamesa Browna. Originalan materijal objavljuje diskografska kuća "King Records", vjerujući da uživo album koji sadrži nove skladbe mora donijeti dobit. U "Kingu" su se iznenadili njegovim uspjehom po objavljivanju i brzinom prodaje albuma. Live At The Apollo nalazio se 66 tjedana na "Billboardovoj Top listi Pop albuma", i nalazio se na #2 Top liste.
"Rolling Stone" časopis 2003.g. album Live At The Apollo stavlja na 24. mjesto, popisa "500 najboljih albuma za sva vremena".
Brown je u svojoj glazbenoj karijeri snimio još nekoliko albuma u "Apollo Theateru" uključujući tijekom 1968. Live at the Apollo, Vol. II ("King"), 1971. Revolution of the Mind: Recorded Live at the Apollo, Vol. III ("Polydor") i Live at the Apollo 1995 ("Scotti Bros.")

## Popis pjesama
1. Uvod u izvedbi Jamesa Browna i The Famousa Flamesa (Fats Gonder)
2. "I'll Go Crazy"
3. "Try Me"
4. "Think"
5. "I Don’t Mind"
6. "Lost Someone"
7. Povezane skladbe: "Please, Please, Please"/"You’ve Got The Power"/"I Found Someone"/"Why Do You Do Me"/"I Want You So Bad"/"I Love You, Yes I Do"/"Strange Things Happen"/"Bewildered"/"Please, Please, Please"
8. "Night Train"
  - Bonus skladbe dodane 2004. na Deluxe izdanje:
9. "Think" (Singl Mix, radio verzija)
10. Medley: "I Found Someone"/"Why Do You Do Me"/"I Want You So Bad" (Singl Mix)
11. "Lost Someone" (Singl Mix)
12. "I’ll Go Crazy" (Singl Mix)

## Vanjske poveznice
- Soul internet stranice
- discogs.com - James Brown - Live At The Apollo